# AN/APQ-181
Le radar AN/APQ-181 est un radar à synthèse d'ouverture qualifié à faible probabilité d'interception (en) équipant le bombardier stratégique furtif Northrop B-2 Spirit de l'United States Air Force construit à 21 exemplaires.

## Historique
Il est conçu à partir des années 1980 par Hughes Aircraft et entre en service en 1993 lorsque le B-2 pour lequel il est spécifiquement conçu arrive en unité. Chaque avion dispose de deux antennes. Hughes est absorbé par Raytheon en 1997. 
Pour répondre aux spécifications de fiabilité et permettre la redondance opérationnelle, l'APQ-181 fournit deux ensembles de radars distincts, chacun comprenant cinq unités interchangeables en ligne : antenne, émetteur, processeur de signal radar, processeur de données radar et récepteur/excitateur, avec toutes les antennes capables de fonctionner pour l’un ou les deux radars. Ces unités interchangeables en ligne pèsent, dans leur version d'origine 955 kg et ont un volume de 1,485 m3, elles utilisent des bus de données à la norme MIL-STD-1553. Les unités interchangeables en ligne sont installées dans l'avion dans trois zones. Chaque antenne de 260 kg est montée derrière un grand radôme à environ 3 mètres du bord de l’axe central de l’avion, juste en dessous des bords d’attaque de l’aile volante. Les emplacements des antennes sont marqués par de grandes zones rectangulaires légèrement plus sombres visibles sur le dessous de l’avion. Comme tous les systèmes du B-2, il a un durcissement électronique lui permettant d’opérer dans une ambiance de guerre nucléaire.
Il est équipé de contre-mesures électroniques et possède, à ses débuts, 21 modes de fonctionnement, dont un mode de suivi de terrain éclairant une zone minimale avant de lancer son attaque, et un mode de recherche maritime. Les essais à la base aérienne Edwards ont démontré la fiabilité du suivi du terrain à des altitudes inférieures à 60 mètres.
Le radar est à ses débuts une antenne à balayage électronique passive basé sur un tube à ondes progressives opérant originellement en bande J (bande Ku de 12,5 à 18 GHz).
Raytheon a remporté en novembre 2002 un contrat du « B-2 System Program Office » d'un montant potentiel de 1,1 à 1,35 milliard de dollars américains portant sur le développement d’une nouvelle antenne radar à antenne active (AESA) qui déplace sa fréquence vers une bande où l'USAF est l'utilisateur principal. Cette mise à niveau améliore la fiabilité du système et élimine également les conflits potentiels d'utilisation des fréquences entre le système B-2 et les systèmes de satellites commerciaux utilisant également la bande J. Le radar du bombardier furtif Northrop Grumman B-2 était susceptible de causer des « dommages considérables » aux satellites commerciaux, si le radar restait dans sa gamme de fréquences initialement conçue au moment où les industries de la télévision par satellite commencent à utiliser cette fréquence autour de 2007. Outre Raytheon, les sous-traitants de Northrop Grumman incluent Lockheed Martin pour les modifications de système de gestion défensive, et BAE Systems pour les modifications de transpondeur radar.
Cette amélioration testée à partir de 2004 dans le cadre d’un contrat de développement et de démonstration de systèmes de 382 millions de dollars attribué par l’USAF. Au cours de cette phase, Northrop Grumman et Raytheon développent et testent le radar et installent six systèmes sur des B-2A dont le premier est livré en juillet 2005.
Cette nouvelle version qui améliore sensiblement la furtivité du B-2A tout en augmentant la puissance totale du radar, devait être opérationnelle à l'origine sur toute la flotte en 2010, mais fin 2009, seuls neuf avions en étaient équipés. Le contrat pour les treize derniers avions a été signé le 30 décembre 2008, pour un montant de 468 M$ pour une fin de livraison en 2012,. Certains estiment sa portée à 110 km.
La version à antenne active développée à partir de 2002 n'a pu être mise en service dans la configuration prévue à l'origine, la fréquence sur laquelle elle devait fonctionner ayant été vendue par la Federal Communications Commission en 2008 par inadvertance à une société civile dirigée par un citoyen malien éduqué en Russie. Le coût de la modification des radars des vingt bombardiers en service à cette date pour qu'ils travaillent sur une nouvelle fréquence pourrait approcher le milliard de dollars selon un article de 2009.